# Anson Hu
Anson Hu (chino tradicional: 胡彥斌, chino simplificado: 胡彦斌, pinyin: Hú Yànbīn, nacido el 4 de julio de 1983, Shanghái) también conocido como Tiger Hu, es un cantante pop y bailarín chino. 

## Biografía
Siendo muy joven, Anson Hu mostró gran interés en la música cuando escuchó la música pop por primera vez. 
A los 13 años, ingresó a una escuela local de artes escénicas y comenzó a estudiar canto. Dos años más tarde, soñó que iba lanzar su primer CD antes de su decimoctavo cumpleaños. 
Cuando tenía 16 años, ganó el premio de plata en el Concurso Premios de Música de Shanghái siendo el nuevo cantante, y avanzó a la final, donde ganó el premio al más alto potencial como cantante.

## Carrera
Afortunadamente, se ganó un contrato por Go East Entertainment, Co. Ltd., y lanzó su primer álbum, Wen Wu Shuang Quan, en agosto de 2002, aunque esto fue justo después de su decimonoveno cumpleaños. Tanto el álbum y el artista se convirtió en un éxito instantáneo. El álbum ganó muchos premios y Anson "Mejor Nuevo Artista" en los premios de la final del año, en China y en el extranjero, y su canción "El Monje" hecho en las 10 listas de los rankings. 
Otra canción, "me dice" también recibió una serie de "Mejor Canción del año". En diciembre, una segunda versión de este álbum, titulado Anson Hu, fue lanzado, que contenía los mismos 10 temas más una más, una versión en karaoke.

## Discografía

### 2002/12/16 Anson Hu (胡彥斌)
1. 和尚 Hé Shàng.
2. 超時空愛情 Chāo Shí Kōng Ài Qíng.
3. 告訴我 Gào Sù Wǒ.
4. 有夢好甜蜜 Yǒu Mèng Hǎo Tián Mì.
5. Make Friend.
6. 毒藥 Dú Yào.
7. 包袱 Bāo Fú.
8. 小狗 Xiǎo Gǒu.
9. 暗戀 Àn Liàn.
10. 不是不想 Bú shì Bú Xiǎng.
11. 超時空愛情(和唱）Chāo Shí Kōng Ài Qíng (Hé Chàng).

### 2004/09/07 Music Mix(Music混合体)
1. 情不自禁.
2. Waiting For You.
3. 乾脆點.
4. 我的未來不是夢.
5. 紅顏.
6. 尷尬.
7. 藉口.
8. 宣言.
9. I Wanna Be.
10. 一個人…兩個人.

### 2006/04/21 Music Code (音乐密码)
1. Emperor(皇帝).
2. A Year Ago(一年前).
3. Three V.S. Three(三对三).
4. How come you haven't slept yet so late(你这么晚还没睡).
5. A Dream Wedding(梦中婚礼).
6. As If The Sky Has Feelings(天若有情).
7. Butterfly(蝴蝶).
8. Desire (Wish)(愿望).
9. A Mischievous Boy(恶作剧男孩).
10. The Hero of the Dead(葬英雄).

### 2007/11/22 The Men's Songs(男人歌)
- - 01 The Wedding March(婚礼进行曲)
  - 02 Music let's me say I love you (音乐让我说爱你)
  - 03 KTV Karaoke Men (男人KTV)
  - 04 Mature Enough (到了没)
  - 05 Turning 18 (未满18岁)
  - 06 Rain Of Love (潇湘雨)
  - 07 Vagabond Life (江湖)
  - 08 Forever Farewell Poem (诀别诗)
  - 09 Eiffel Tower (巴黎铁塔)
  - 10 Skateboard (滑板)
  - 11 Breaking Free (另一个自己)

### 2008/07/09 Music of Anson Hu (音樂斌潮)

#### Disc 1
- -     - 01. 男人KTV (Karaoke Men)
    - 02. Waiting For You
    - 03. 你这么晚了还没睡 (Why Are You Still Not Sleeping At This Late Night)
    - 04. 巴黎铁塔 (Eiffel Tower)
    - 05. 潇湘雨 (Xiao Xiang Yu)
    - 06. 月光 (Moonlight)
    - 07. 婚礼进行曲 (Wedding Song)
    - 08. 情不自禁 (Qing Bu Zi Jin)
    - 09. 18禁 intro (18 Restricted intro)
    - 10. 18禁 (18 Restricted)
    - 11. 和尚 (Monk)
    - 12. 皇帝 (Emperor)
    - 13. 想 (Think)
    - 14. 红颜 (Hong Yan)
    - 15. 老爸你别装酷 (Dad, Don’t Act Cool)
    - 16. 和尚 (Demo Version)

#### Disc 2 (LPCD Version)
- -     - 01. 月光 (Moonlight)
    - 02. 男人KTV (Karaoke Men)
    - 03. 18禁 intro (18 Restricted intro)
    - 04. 18禁 (18 Restricted)
    - 05. 巴黎铁塔 (Eiffel Tower)
    - 06. 红颜 (Hong Yan)
    - 07. 和尚 (Monk)
    - 08. Waiting for you
    - 09. 皇帝 (Emperor)
    - 10. 不自禁 (No Restriction)
    - 11. 宣言 (Declaration)

## Filmografía

### Programas de variedades
| Año             | Título                  | Notas            |
| --------------- | ----------------------- | ---------------- |
| 2020 - presente | We Are Young (少年之名) | mentor de música |
| 2019            | Produce Camp 2019       | mentor           |